# Clementine (Vorname)
Clementine ist ein weiblicher Vorname. Die männliche Form des Namens ist Clemens.

## Etymologie
Der Name ist von lateinisch die Sanftmütige abgeleitet.

## Varianten
- deutsch: Klementine, Clementine
- italienisch: Clementina, Clementia
- französisch: Clémence, Clémentine
- polnisch: Klemencja, Klementyna
- niederländisch: Clementijn

## Namenstag
Der Namenstag ist der 21. Oktober.

## Namensträger
- Clementine Churchill (1885–1977), Ehefrau des britischen Premierministers Winston Churchill
- Clémentine Delauney (* 1987), französische Metal-Sängerin und Sopranistin
- Clementine Helm (1825–1896), deutsche Autorin
- Clementine d’Orléans (1817–1907), französische Prinzessin
- Clementine von Belgien (1872–1955), belgische Prinzessin
- Clementine von Schuch (1921–2014), deutsche Opern- und Konzertsängerin
- Clementine von Schuch-Proska (1850–1932), österreichisch-sächsische Opernsängerin, Kammersängerin an der Dresdner Hofoper
- Clementine Stockar-Escher (1816–1886), Schweizer Aquarellistin und Zeichnerin

### Klementine
- Klementine von Ungarn (1293–1328), Gräfin der Champagne

### Klementyna
- Klementyna Mańkowska (1910–2003), polnische Widerstandskämpferin
- Klementyna Hoffmanowa (1798–1845), polnische Schriftstellerin
- Maria Klementyna Sobieska (1702–1735), polnische Prinzessin

### Fiktive Figuren
- Klementine (Werbefigur), bekannte Produkt-Werbefigur für ein Waschmittel
- Clementine, Hauptfigur der Computerspielserie The Walking Dead Game des Entwicklers Telltale Games